# Torget, Nordland
Torget är en långsträckt och låg ö i Brønnøy kommun i Nordland fylke i norra Norge. Ön ligger sydväst om staden Brønnøysund och har en yta på 16,4 kvadratkilometer. 2015 hade den 815 invånare, inklusive de närliggande öarna Ormøya och Brakholmen, som har broförbindelse med ön.
Jordbruk och fiske bedrivs på ön som genom Brønnøysundsbron har fast förbindelse med fastlandet vid Brønnøysund. På den södra delen av ön ligger det välkända berget Torghatten (med en högsta höjd av 258 meter över havet), som är en av de största sevärdheterna längs kusten i landskapet Helgeland.
Namnet kommer troligtvis från torg, i betydelsen "marknadsplats", som ursprungligen är ett lånord från de slaviska språken via finska, där det kan återfinnas i det finska namnet på staden Åbo, Turku.

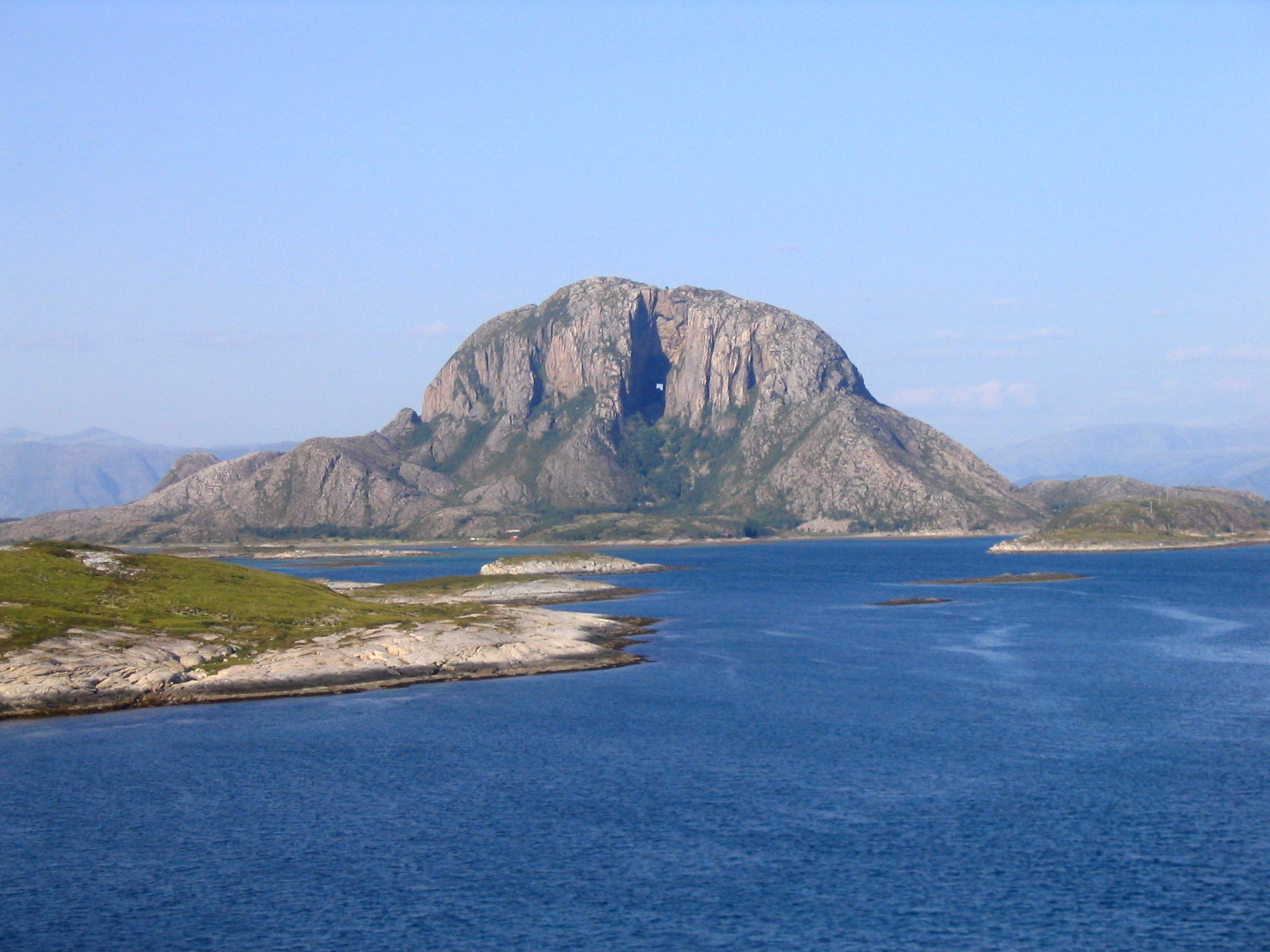
Torghatten.